# 이성호 (배우)
이성호(1949년 5월 15일~)는 대한민국 배우이다.

## 연기 활동

### 영화
- 《춘향전》 (1961년)
- 《울지 않으리》 (1974년)
- 《갈채》 (1982년)
- 《나에게 오라》 (1996년)
- 《투캅스 2》 (1996년)
- 《피아노 맨》 (1996년)
- 《마지막 방위》 (1997년)
- 《넘버 3》 (1997년)
- 《창》 (1997년)
- 《생과부 위자료 청구 소송》 (1998년)
- 《약속》 (1998년) 김사장 역
- 《산책》 (2000년)박치운 과장역
- 《취화선》 (2002년)김참판 역
- 《하늘을 걷는 소년》 (2008년)노신사 역

### 텔레비전 드라마
- 《경찰청 사람들》 (1993년)
- 《제4공화국》 (1995년) - 김제형, 김일두, 최대현 역
- 《백야 3.98》 (1998년)
- 《순풍산부인과》 (1998년)
- 《허준》 (1999년)
- 《꼭지》 (2000년)
- 《가을동화》 (2000년) - 가람산부인과 의사 역
- 《웬만해선 그들을 막을 수 없다》 (2000년) - 주례사 역
- 《전원일기》 (2001년)
- 《연인들》 (2001년) - 재벌 회장 이성호 역
- 《상도》 (2001년) 의주부윤 역
- 《멋진 친구들》 (2001년) 최부장 역
- 《태양인 이제마》 (2002년)
- 《야인시대》 (2002년) - 조선총독부 경무국장 역
- 《대추나무 사랑걸렸네》(2002년)
- 《똑바로 살아라》(2002년) - 최 작가 역
- 《무인시대》 (2003년) - 고려 인종 역
- 《대장금》
- 《그대 아직도 꿈꾸고 있는가》 (2003년)
- 《낭랑 18세》 (2004년) - 검사장 역
- 《장길산》 (2004년)
- 《왕꽃 선녀님》 (2004년~2005년) - 국회의원 역
- 《영웅시대》 (2004년~2005년) - 조선식산은행 대구지점장 역
- 《불멸의 이순신》 (2004년)
- 《두번째 프러포즈》 (2004년)
- 《제5공화국》 (2005년) - 김치열 법무부 장관 역
- 《부활》 (2005년) - 의사 역
- 《마이걸》 (2005년 ~ 2006년) - 설웅의 주치의 역
- 《강이 되어 만나리》 (2006년)
- 《그 여자의 선택》 (2006년)
- 《봄의 왈츠》 (2006년) - 의사 역
- 《주몽》 (2006년)
- 《왕과 나》 (2007년)
- 《이산》 (2007년)
- 《신의 저울》 (2008년) - 민주하 역
- 《조강지처클럽》 (2008년) - 과장(의사)
- 《에덴의 동쪽》 (2008년)
- 《유리의 성》 (2008년)
- 《파스타》 (2010년) - 푸아그라 메뉴를 요구하는 손님 역
- 《신데렐라 언니》 (2010년) - 박 본부장 역
- 《자유인 이회영》 (2010년) - 이철영 역
- 《자이언트》 (2010년) - 박운기 의원 역
- 《욕망의 불꽃》 (2010년 ~ 2011년) - 윤 박사 역
- 《위험한 여자》 (2011년) - 김 회장 역
- 《신기생뎐》 (2011년) - 황 박사 역
- 《우리집 여자들》 (2011년) - 최 이사 역
- 《시티헌터》 (2011년) - 국회의장 역
- 《빛과 그림자》 (2011년) - 김 회장 역
- 《유리 가면》 (2012년) - 김 박사 역
- 《마의》 (2012년) - 화공 역
- 《노란 복수초》 (2012년) - 대법원장 역
- 《잘 키운 딸 하나》 (2013년) - 정 위원장 역
- 《불꽃 속으로》 (2014년)
- 《전설의 마녀》 (2014년~2015년) - 사.즐.모(사교댄스를 즐겨하는 모임) 회원 역
- 《닥터 프로스트》 (2014년~2015년) - 최 교수 역
- 《황금주머니》 (2016년) - 병원장 역
- 《나도 엄마야》 (2018년) - 혜림의 아버지 역